# Mazuecos de Valdeginate (kommunhuvudort)
Mazuecos de Valdeginate är en kommunhuvudort i Spanien.   Den ligger i provinsen Provincia de Palencia och regionen Kastilien och Leon, i den norra delen av landet, 220 km norr om huvudstaden Madrid. Mazuecos de Valdeginate ligger 783 meter över havet och antalet invånare är 119.
Terrängen runt Mazuecos de Valdeginate är platt. Runt Mazuecos de Valdeginate är det glesbefolkat, med 16 invånare per kvadratkilometer. Närmaste större samhälle är Paredes de Nava, 12,3 km öster om Mazuecos de Valdeginate. Trakten runt Mazuecos de Valdeginate består till största delen av jordbruksmark.